# Bledius persimilis
Bledius persimilis är en skalbaggsart som beskrevs av Henry Clinton Fall 1910. Bledius persimilis ingår i släktet Bledius och familjen kortvingar. Inga underarter finns listade i Catalogue of Life.